# Вада, Ёити
Ёити Вада (яп. 和田 洋一 Вада Ё:ити, 28 мая 1959, Нагоя, Япония) — бывший президент японской компании Square Enix, занимающейся производством и выпуском компьютерных игр, а также их дочернего подразделения Taito Corporation. Кроме того, является нынешним председателем Computer Entertainment Supplier's Association (CESA) и вице-председателем Digital Content Use Promotion Conference.

## Карьера
Вада родился 28 мая 1959 года в японском городе Нагоя, ещё в студенчестве выбрал для себя профессию президента какой-либо компании и установил для себя задачу — до сорокалетнего возраста пройти весь путь наверх и стать большим руководителем. После получения степени бакалавра в Токийском университете устроился на стажировку в инвестиционный банк Nomura Securities, где работал в области финансового обслуживания. Находясь там с 1984 года, он успел поработать в отделе стратегического менеджмента, отделе инвестиций и, наконец, в отделе контроля. Позже перешёл в Министерство иностранных дел Японии, числился сотрудником польского представительства, расположенного в Варшаве. В 2000 году решил стать частью какой-нибудь большой компании и в конечном итоге выбрал разработчика компьютерных игр Square.
Присоединившись к Square в апреле 2000 года, сразу же занял должность исполнительного директора, в июле был назначен финансовым директором, в сентябре — главным операционным директором, к декабрю достиг наивысшего положения, став генеральным директором. С новой должностью начал серьёзное реформирование системы управления компании, после слияния Square с Enix был выбран президентом образовавшейся корпорации. Под руководством Вады компания быстро росла и расширялась, в 2005 году они приобрели другого японского разработчика игр Taito, в 2009-м поглотили британский холдинг Eidos Interactive. Впоследствии руководитель отмечал, что такая консолидация была частью его большого плана, который реализовывался всё это время начиная с 2000 года. По мнению Вады, индустрия компьютерных игр постоянно развивается и принимает новые формы, поэтому вслед за ней должна изменяться и компания-разработчик — с его именем связаны многие инновации и преобразования в структуре Square Enix, стали применяться невиданные ранее бизнес-модели, в результате чего компания оказалась в числе крупнейших издателей развлекательного ПО мира.
26 марта 2013 года Вада объявил, что покидает пост генерального директора. СМИ связывали это с рекордными убытками компании. Преемником Вады стал Ёсукэ Мацуда. Окончательно передача поста завершилась в июне 2013.